# Trachelas amabilis
Trachelas amabilis är en spindelart som beskrevs av Simon 1878. Trachelas amabilis ingår i släktet Trachelas och familjen flinkspindlar. Inga underarter finns listade i Catalogue of Life.